# توني هاردينغ
توني هاردينغ (بالإنجليزية: Tony Harding)‏ هو رسام توضيحي بريطاني، ولد في 9 يناير 1942، وتوفي في 12 يناير 2014 في وايت في المملكة المتحدة.